# ジェームズ・モントゴメリ

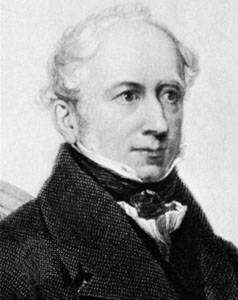
ジェームズ・モントゴメリ（1855年）

ジェームズ・モントゴメリ（James Montgomery、1771年11月4日 - 1854年4月30日）はイギリスの賛美歌作家、詩人。

## 生涯
1771年モラヴィア派の伝道者の子として、アーヴィンに生まれた。ヨークシャーのフルネックの学校を中退して、商店に勤めて、仕事の傍ら詩を作った。1792年シェフィールドの印刷所に入り、1794年から、そこの印刷所の新聞を改題して31年間主宰して、編集に携わった。新聞を編集しながら、詩や賛美歌を作り、各所で講演をして、海外伝道や聖書事業をして、有意義な一生を送った。晩年、王室年金を受け、1854年の死去に際しては、市で公葬をされた。讃美歌集を10篇出版して、400以上の賛美歌を創作した。